# Schwaigern
Schwaigern è un comune tedesco di 11 095 abitanti, situato nel land del Baden-Württemberg.
Storicamente fu la capitale di una contea del Sacro Romano Impero (quindi uno Stato sovrano all'interno dell'impero), poi annessa nel 1806 al Regno di Wurttemberg, appartenente alla nobile famiglia Neipperg residente nel locale castello e i cui membri sono sepolti nella chiesa parrocchiale. 
Il membro più famoso della famiglia e ultimo "conte sovrano" fu Adam Albert von  Neipperg, secondo marito di Maria Luisa d'Asburgo-Lorena, già imperatrice dei francesi come moglie di Napoleone Bonaparte, e poi sovrana del Ducato di Parma di cui Adam Albert fu il principale ministro.